# Gaoligongshania megalothyrsa
Gaoligongshania es un género monotípico de bambúes, muy parecido a Ferrocalamus, perteneciente a la familia de las poáceas. Su única especie:   Gaoligongshania megalothyrsa, se encuentra en la provincia China de Yunnan en los montes Gaoligong, en la frontera con Birmania, a una altitud de 1200 a 3200 metros.

## Descripción
G. megalothyrsa es una planta anual o perenne de bambú, con las cañas de 1 a 3,5 m de longitud y alrededor de 1 cm de diámetro. Los entrenudos están a 30-35 cm de distancia. Las vainas del culmo son persistentes, de color amarillo o verde-marrón. A lo largo de los entrenudos tiene pelos espinosos coriáceos, densos y cortos. Las aurículas están bien desarrolladas, y son de color púrpura. Las vainas de las hojas están cubiertas por polvo blanco, la lámina de la hoja es oblongo- lanceolada, con largas venas transversales y paralelas. Las anteras son de color amarillo de alrededor de 5 mm de longitud. Los nuevos brotes se producen durante abril y mayo, y el tiempo de floración es en octubre.

## Taxonomía
Gaoligongshania megalothyrsa fue descritoa por (Hand.-Mazz.) D.Z.Li, Hsueh & N.H.Xia y publicado en Journal of Bamboo Research 1(2): 3. 1982.
Sinonimia
- Arundinaria megalothyrsa Hand.-Mazz.
- Indocalamus megalothyrsus (Hand.-Mazz.) C.S.Chao & C.D.Chu
- Monocladus megalothyrsus (Hand.-Mazz.) T.P.Yi
- Yushania megalothyrsa (Hand.-Mazz.) T.H.Wen[4][5]